# Selayar (Sprache)
Selayar ist eine auf den Selayar-Inseln vor Sulawesi gesprochene Sprache. Sie gehört zu den austronesischen Sprachen.